# Kongelys
Kongelys (Verbascum) er en slægt med ca. 250 arter, som er udbredt i Asien og Europa med tyngdepunktet i Middelhavsområdet. Det er toårige urter eller stauder, sjældnere étårige eller halvbuske. De danner først en tætløvet, grundstillet bladroset og først derefter en opret stængel med endestillede blomster. Bladene er skruestillede og ofte tæt behårede. Blomsterne er svagt usymmetriske med 5 ens kronblade, men med let forskelligtformede støvdragere. Kronen kan være gul (mest almindeligt), orange, rødbrun, vinrød, blå eller hvid. Frugterne er kapsler med mange, bittesmå frø.
Her beskrives kun de arter, som er vildtvoksende i Danmark, eller som dyrkes her.
| Beskrevne arter |

- Bleg kongelys (Verbascum lychnitis)
- Filtbladet kongelys (Verbascum thapsus)
- Hjertebladet kongelys (Verbascum phlomoides)
- Kandelaberkongelys (Verbascum speciosum)
- Klasekongelys (Verbascum blattaria)
- Mørk kongelys (Verbascum nigrum)
- Olympisk kongelys (Verbascum olympicum)
- Purpurkongelys (Verbascum phoeniceum)
- Uldbladet kongelys (Verbascum densiflorum)

| Andre arter |

| - Verbascum bombyciferum - Verbascum chaixii - Verbascum epixanthinum - Verbascum graecum - Verbascum longifolium - Verbascum longirostris - Verbascum oreophilum | - Verbascum pyramidatum - Verbascum songaricum - Verbascum turkestanicum - Verbascum undulatum - Verbascum virgatum - Verbascum wiedemannianum |